# Apexolichus favettei
Apexolichus favettei är en spindeldjursart som först beskrevs av Édouard Louis Trouessart 1899.  Apexolichus favettei ingår i släktet Apexolichus och familjen Pterolichidae. Inga underarter finns listade i Catalogue of Life.